# Turridae
I Turridae H. Adams & A. Adams, 1853, o Turridi, sono una famiglia di molluschi gasteropodi della sottoclasse Caenogastropoda.

## Descrizione
Queste specie hanno la conchiglia di dimensioni medio-grandi (di solito 20-30 mm, fino a 110 mm di altezza), di forma fusiforme, di solito con un'alta spira e un canale sifonale lungo (raramente corto e troncato). Scultura assiale debole o assente. Seno anale sulla periferia della spirale. Protoconca tipicamente multispirale con fino a sei spire. Opercolo completamente sviluppato, con nucleo terminale.
Radula  formata due o tre denti per fila, comprendenti un dente centrale (spesso assente) affiancato da una coppia di denti marginali. Formula radulare tipica 1-(1:R:1)-1. I rachidi piccoli e stretti e quelli laterali a piastra sono fusi insieme, costituendo insieme una formazione centrale di diverso sviluppo, che varia da un dente centrale largo ben definito a un dente chiaramente formato da tre elementi attraverso una graduale riduzione del rachidiano e/o dei laterali fino a completa assenza. Denti marginali duplex, di morfologia variabile, da largamente ovali e appiattiti con arti quasi ugualmente sviluppati a punteruoli e divisi solo nella parte basale. Nella maggior parte dei casi, l'arto maggiore è grande e a forma di coltello, mentre l'arto accessorio è dorsale e più debolmente sviluppato.
Per lo più vive in substrati molli, ma alcune specie si trovano anche negli habitat di rocce e barriere coralline. Può abbondare nelle zone sublitorali e delle piattaforme. Predatori attivi, che raschiano la preda con le loro radule o la colpiscono con denti staccabili simili ad aghi carichi di veleno.

## Tassonomia
La famiglia è composta da 22 generi, di cui otto estinti:
- Genere † Coronia de Gregorio, 1890
- Genere † Coroniopsis MacNeil, 1984
- Genere Cryptogemma Dall, 1918
- Genere Decollidrillia Habe & Ito, 1965
- Genere † Eopleurotoma Cossmann, 1889
- Genere † Epalxis Cossmann, 1889
- Genere Epidirella Iredale, 1931
- Genere Gemmula Weinkauff, 1875
- Genere Gemmuloborsonia Shuto, 1989
- Genere † Gemmulopsis Tracey & Craig, 2019
- Genere † Ingaunoturricula M. P. Bernasconi & Robba, 1984
- Genere Iotyrris Medinskaya & Sysoev, 2001
- Genere Kuroshioturris Shuto, 1961
- Genere Lophiotoma T. L. Casey, 1904
- Genere Lucerapex Wenz, 1943
- Genere † Oxyacrum Cossmann, 1889
- Genere † Pleuroliria de Gregorio, 1890
- Genere Polystira Woodring, 1928
- Genere Turridrupa Hedley, 1922
- Genere Turris Batsch, 1789
- Genere Unedogemmula MacNeil, 1961
- Genere Xenuroturris Iredale, 1929